# Nhà thờ Đức Mẹ Vô nhiễm Nguyên tội của Đức Trinh Nữ Maria và tu viện dòng Salêdiêng

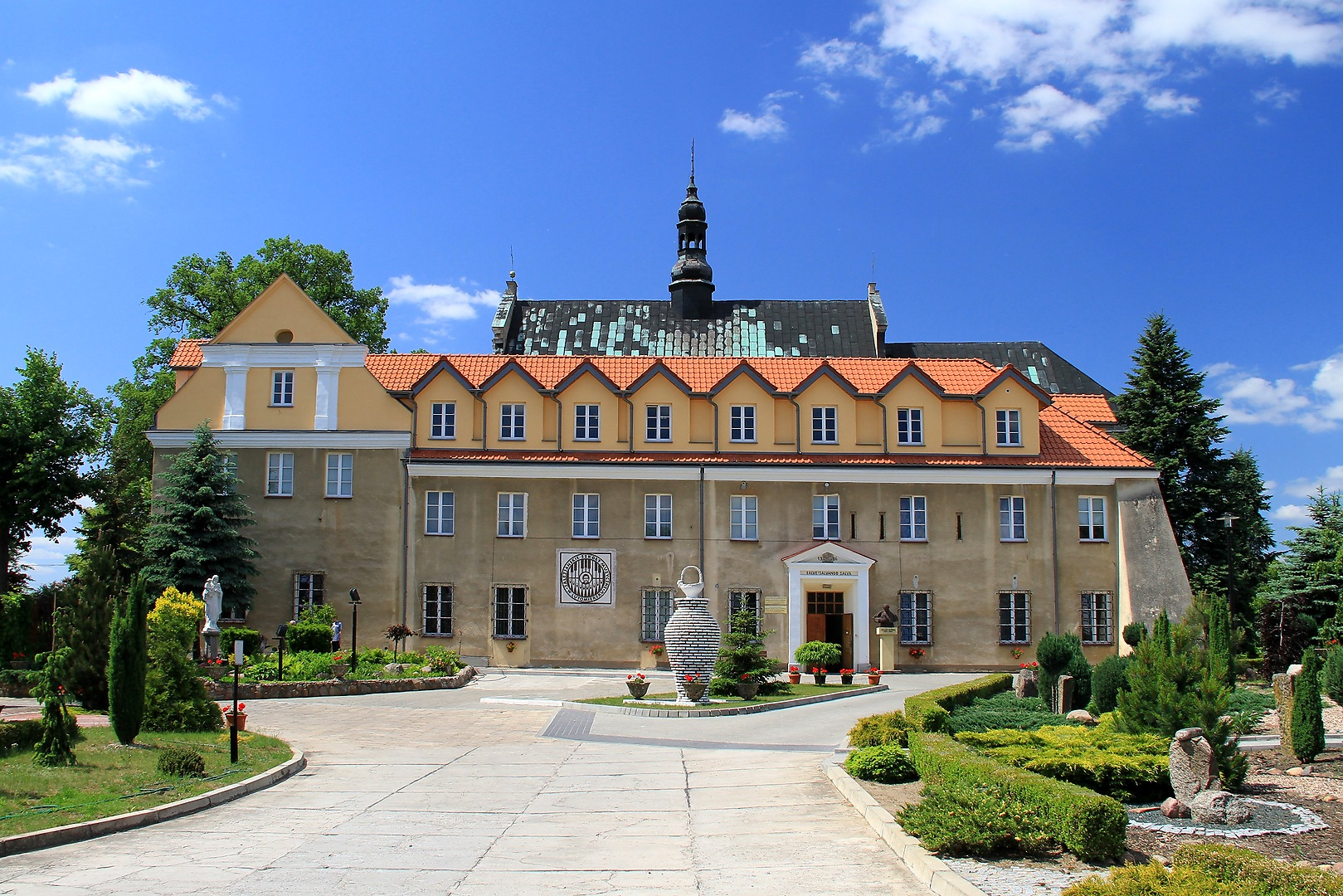
Nhà thờ Đức Mẹ Vô nhiễm Nguyên tội của Đức Trinh Nữ Maria và tu viện dòng Salêdiêng

Nhà thờ Đức Mẹ Vô nhiễm Nguyên tội của Đức Trinh Nữ Maria và tu viện dòng Salêdiêng (tiếng Ba Lan: Kościół Niepokalanego Poczęcia Najświętszej Maryi Panny i klasztor salezjanów w Lutomiersku) là một khu phức hợp tu viện tọa lạc tại Lutomersk, thuộc tỉnh Łódźkie. Ngày nay đây là nơi sinh hoạt của Trường Âm nhạc Salêdiêng.
Tu viện được Andrzej Grudziński thành lập năm 1650, là công trình tái thiết lâu đài của một hiệp sĩ từ thế kỷ 15. Trong khoảng năm 1651-1659, Anne Grudzińska và con trai của bà Marcin Grudziński mở rộng tu viện. Sau cuộc Khởi nghĩa tháng Giêng, tu viện đã bị chính quyền Sa hoàng giải tán vì đây là nơi trú ẩn của quân nổi dậy.  Tuy nhiên, người theo đạo vẫn có thể sinh hoạt trong tu viện. Năm 1900, khu phức hợp tu viện được đưa ra đấu giá. Gmina Lutomiersk đã mua và giao lại cho giáo phận Kujawsko-Kalisz. Trong Thế chiến I, năm 1914, tòa nhà tu viện bị thiêu rụi. Năm 1925, tòa nhà bàn giao cho dòng Salêdiêng Don Bosco nhằm tái thiết tu viện.  Vào những năm 1980, tu viện được xây dựng lại, trở thành trung tâm dành cho các linh mục trẻ. Năm 1996, tu viện mở trường âm nhạc Salêdiêng.
Nhà thờ được xây dựng theo phong cách baroque, với kết cấu gạch, một gian giữa và một gian định hướng. Nội thất hình vòm cung. Trong phòng thờ có tủ quần áo kiến trúc rococo và ngăn kéo tồn tại từ thế kỷ 18.